# ラマー・クロウソン
ラマー・クロウソン（Lamar Crowson, 1926年5月27日 - 1998年8月25日）は、アメリカ出身のピアノ奏者。
フロリダ州タンパに生まれる。1943年から1948年までリード大学で歴史、文学、歴史を学び、在学中の1945年に米海軍に従軍。1948年にはアーサー・ベンジャミンに招かれてロンドン王立音楽大学に留学し、ベンジャミンにピアノを学んだ。1952年のエリザベート王妃国際音楽コンクールで6位入賞。1957年からロンドン王立音楽大学に奉職し、1963年からイギリス王立音楽検定の審査官としてケープタウンを訪問。1965年から1968年までケープタウン大学のピアノ講師を務め、1969年にロンドン王立音楽大学に復帰したが、1972年から南アフリカ共和国に移住し、以降はケープタウン大学で教鞭をとった。1980年から同大学の教授に昇格し、1996年には同大学から名誉博士号を贈られた。
ヨハネスブルクにて没。